# كليو سيلفا
كليو سيلفا (بالبرتغالية: Cleone Santos Silva‏) هو لاعب كرة قدم برازيلي، ولد في 21 نوفمبر 1989 في Salgado ‏ في البرازيل.